# 20 Brygada Kawalerii (austro-węgierska)
20 Brygada Kawalerii (20. Kavalleriebrigade) – brygada kawalerii cesarskiej i królewskiej Armii. 

## Historia brygady
Brygada Kawalerii we Lwowie wchodziła w skład 24 Dywizji Piechoty. W 1876 roku brygada została przemianowana na 20 Brygadę Kawalerii (niem. 20. Cavallerie-Brigade).
W 1889 roku brygada została przeniesiona do Krakowa i włączona w skład Dywizji Kawalerii w Krakowie. Komendantowi brygady były podporządkowane:
- Pułk Dragonów Nr 12,
- Pułk Ułanów Nr 1[2].

W 1892 roku w skład brygady został włączony Pułk Dragonów Nr 2, który dotąd podlegał komendantowi 17 Brygady Kawalerii w Wiedniu, natomiast Pułk Dragonów Nr 12 został przesunięty do 11 Brygady Kawalerii w Tarnowie.
W 1895 roku w skład brygady został włączony Pułk Dragonów Nr 3, który dotąd podlegał komendantowi 10 Brygady Kawalerii w Wiedniu, natomiast Pułk Ułanów Nr 1 został przeniesiony do 17 Brygady Kawalerii w Wiedniu.
W 1897 roku w skład brygady wchodził:
- Pułk Dragonów Nr 2,
- Pułk Dragonów Nr 3.

W 1898 roku ze składu brygady ubył Pułk Dragonów Nr 2, a jego miejsce zajął Pułk Dragonów Nr 10, który dotąd wchodził w skład 15 Brygady Kawalerii w Tarnopolu. Pułk Dragonów Nr 2 został włączony do 15 Brygady Kawalerii.
W latach 1898–1910 w skład brygady wchodził:
- Pułk Dragonów Nr 3,
- Pułk Dragonów Nr 10.

W 1910 roku zmieniono skład brygady:
- Pułk Dragonów Nr 3 został przeniesiony do 17 Brygady Kawalerii,
- Pułk Dragonów Nr 10 został przeniesiony do 11 Brygady Kawalerii,
- włączono Pułk Dragonów Nr 12 z 11 Brygady Kawalerii,
- włączono Pułk Ułanów Nr 3 z 17 Brygady Kawalerii[6].

W 1912 roku Dywizja Kawalerii Kraków została przemianowana na 7 Dywizję Kawalerii.
W latach 1910–1914 w skład brygady wchodził:
- Pułk Dragonów Nr 12,
- Pułk Ułanów Nr 3[8]

## Komendanci brygady
- GM Gustav Greiner (1871 – 1876 → komendant 11 Dywizji Piechoty[9])
- płk / GM Friedrich Wilhelm Maximilian Vincenz Georg Lamoral Prinz von Thurn und Taxis (1876[10] – 1879 → komendant 22 Brygady Piechoty[11])
- GM Heinrich Merolt (1879[12] – 1885 → komendant 11 Brygady Kawalerii w Tarnowie[13])
- GM Otto von Gagern (1885[14] – 1890 → komendant Dywizji Kawalerii w Jarosławiu[15])
- GM Eduard Karger (1890[16] – †23 I 1891)
- GM Karl von Mertens (1891[17] – 1893 → komendant 11 Brygady Kawalerii w Tarnowie)
- GM Richard von Einsenstein (1893 – 1 XI 1894 → stan spoczynku)
- GM / FML Joseph Benkeö von Kézdi-Sárfalva (1894 – 1899 → porucznik k. węg. Gwardii Przybocznej)
- GM Adolf Dominik Ströhr (1899 – 1900 → komendant 14 Brygady Kawalerii)
- GM Hugo de Balthazar (1900 – 1901 → komendant 9 Brygady Kawalerii)
- płk / GM August Littke von Lörinczbánya (1901 – 1904)
- płk / GM Johann Belnay von Misérd (1904 – 1 III 1909 → stan spoczynku)
- płk Emil von Swoboda (1909)
- płk / GM Ferdinand von Dondorf (1909 – 1913 → podporucznik Pierwszej Przybocznej Gwardii)
- płk / GM Albert Le Gay von Lierfels (1913 – 1915[8] → komendant 9 Dywizji Kawalerii)
- płk / GM Paul Regner von Bleyleben (1915 – 1918)